# Bダッシュ
Bダッシュ（ビーダッシュ）は、任天堂のコンピュータゲームのコントローラの特定のボタンを押しながら移動することで、通常よりも速い「ダッシュ」状態で移動できること、およびその操作を表す。

## 概要

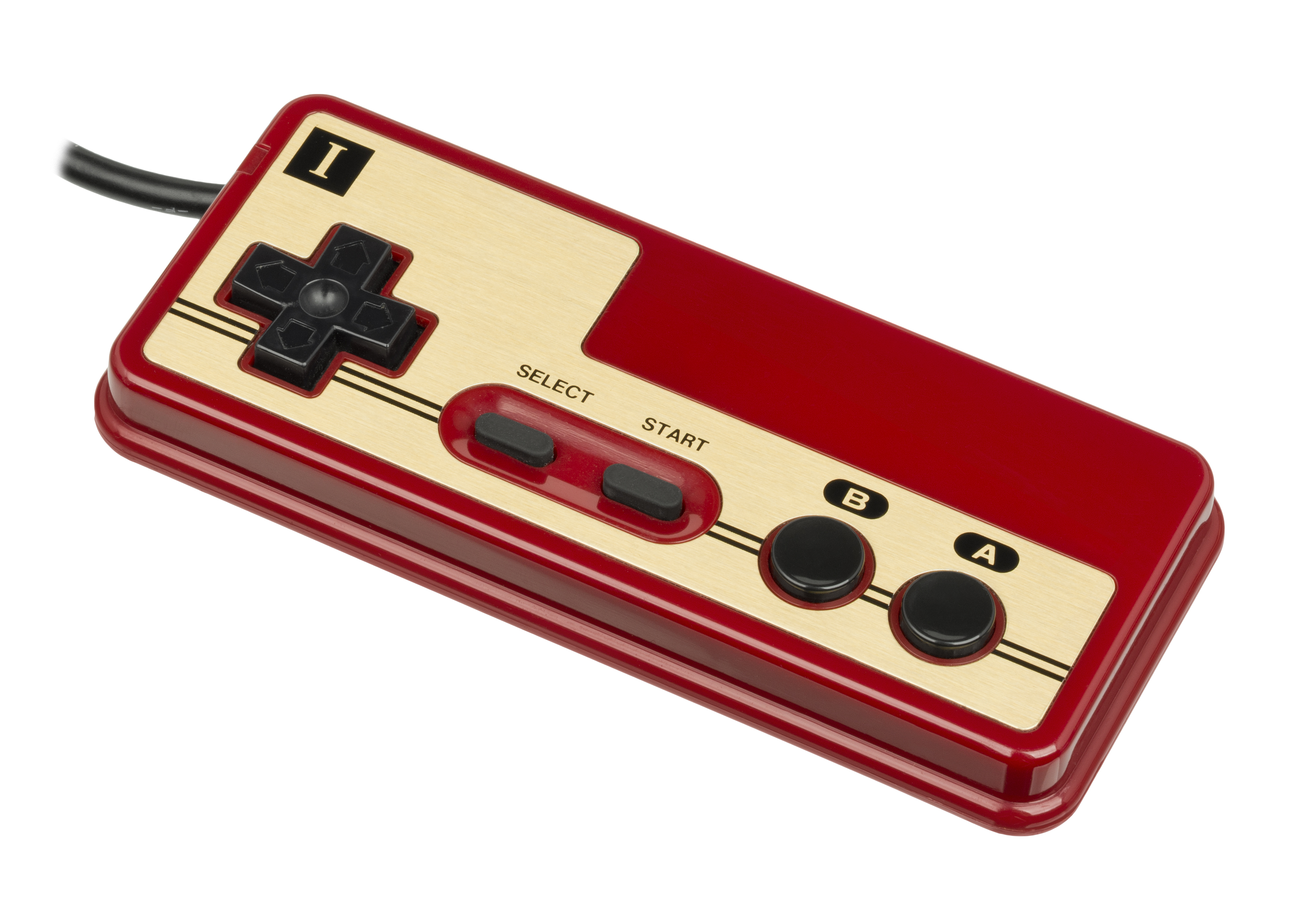
ファミリーコンピュータのコントローラ（コントローラーI）

Bダッシュという用語が生まれ、定着したきっかけは、1985年に発売された任天堂のファミリーコンピュータソフト『スーパーマリオブラザーズ』である。Aボタンでジャンプ、Bボタンでダッシュという操作体系を採用したこの作品は、ダッシュやダッシュ中のジャンプが攻略において非常に重要な要素となっている。
コントローラ右側の内側にあるBボタンを右手の親指先で押したまま、状況に応じてAボタンを親指の腹（あるいは親指の右側）で押し分けることができるため、ダッシュとジャンプを中心とした操作を行う上で非常に都合が良い。『スーパーマリオブラザーズ』以降のファミリーコンピュータ用アクションゲームの多くでもこの操作方法が採用され、ある種のデファクトスタンダードにもなった。
1990年代以降はロールプレイングゲームに採用される例も目立つようになった。こちらは攻略要素として扱われることはアクションロールプレイングゲームを除くとあまりなく、操作の快適性向上及びプレイ時間の短縮目的で使用されることが多い。またシミュレーションゲームなどでカーソルを移動させる際、特定のボタンを押したままだと通常より素早く移動させられる場合もBダッシュの類型と言える。

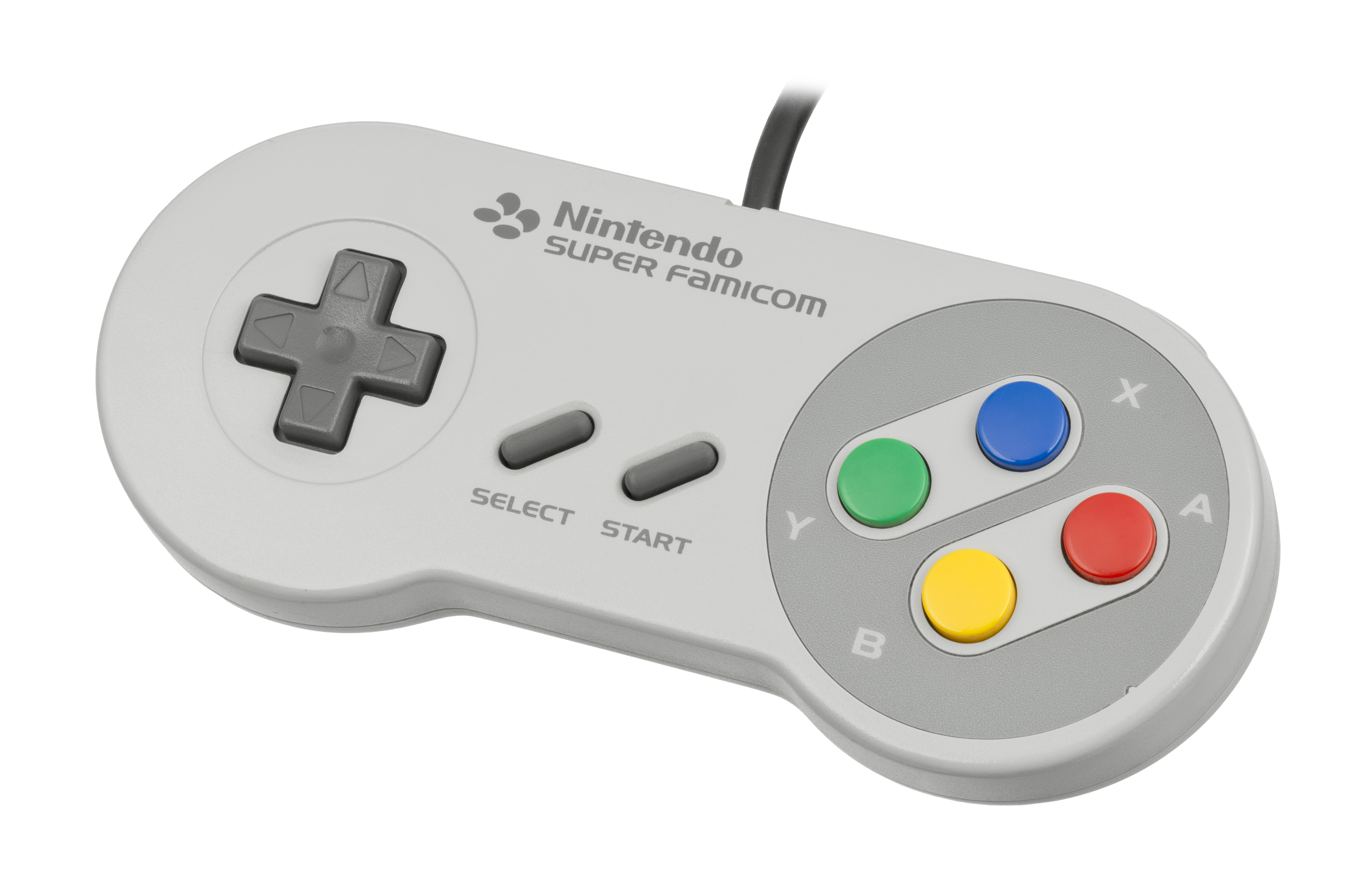
スーパーファミコンのコントローラ（緑色のボタンがYボタン、黄色のボタンがBボタン）

現在に至るまで、多くのゲーム（ただしアナログスティックやタッチパネルでの操作が主体のゲームは例外）において「コントローラの内側にあるボタンを押しながらだと素早く動ける」操作は何らかの形で実装されている。なお、スーパーファミコンやニンテンドーDSにおいてはYボタン、プレイステーションにおいては□ボタン等、ダッシュボタンがBボタンでない機種も多く、それらに関して個別に「Yダッシュ」等と呼ぶことがあるものの、機種に関わらず慣用的に「Bダッシュ」と呼ぶ人は存在する。任天堂の宮本茂も2009年発売の『New スーパーマリオブラザーズ Wii』において、ダッシュ操作はWiiリモコンの1ボタンとなるものの、その行為をBダッシュと呼んでいる。

## Bボタンでのダッシュを採用した主な作品
ファミリーコンピュータ
- スーパーマリオブラザーズ
- スーパーマリオブラザーズ2
- スーパーマリオブラザーズ3
- スーパーマリオUSA

ゲームボーイ
- スーパーマリオランド
- スーパーマリオランド2 6つの金貨

スーパーファミコン
- スーパーマリオコレクション（設定でY/XダッシュかB/Yダッシュかを選べる）

ニンテンドーゲームキューブ
- どうぶつの森+（B/L/Rダッシュ）

ゲームボーイアドバンス
- スーパーマリオアドバンス
- スーパーマリオアドバンス2
- スーパーマリオアドバンス4

- 『スーパーマリオアドバンス』シリーズ・『マリオ&ルイージRPG』に収録されている「マリオブラザーズ」

ニンテンドーDS
- おいでよ　どうぶつの森（B/L/Rダッシュ）
- New スーパーマリオブラザーズ（設定でY/XダッシュかB/Yダッシュかを選べる）

ニンテンドー3DS
- とびだせ　どうぶつの森（B/L/Rダッシュ）
- New スーパーマリオブラザーズ2（設定でY/XダッシュかB/Yダッシュかを選べる）
- ルイージマンション2

Wii U
- New スーパーマリオブラザーズU（設定でY/XダッシュかB/Yダッシュかを選べる）
- New スーパールイージU（設定でY/XダッシュかB/Yダッシュかを選べる）
- スーパーマリオメーカー（設定でY/XダッシュかB/Yダッシュかを選べる）

Nintendo Switch
- New スーパーマリオブラザーズU デラックス（設定でY/XダッシュかB/Yダッシュかを選べる）
- スーパーマリオメーカー2（設定でY/XダッシュかB/Yダッシュかを選べる）
- スーパーマリオブラザーズ ワンダー（設定でYダッシュかBダッシュかを選べる）

## 余談
『マリオカートDS』には、「Bダッシュ」という名前のカートが登場するほか、『マリオカートWii』にはBダッシュをベースとした「Bダッシュ Mk.2」が登場する。『マリオカート7』『マリオカート8』（同デラックス含む）『マリオカート ワールド』には、DS版と同じく「Bダッシュ」が登場する。